# Waitrose

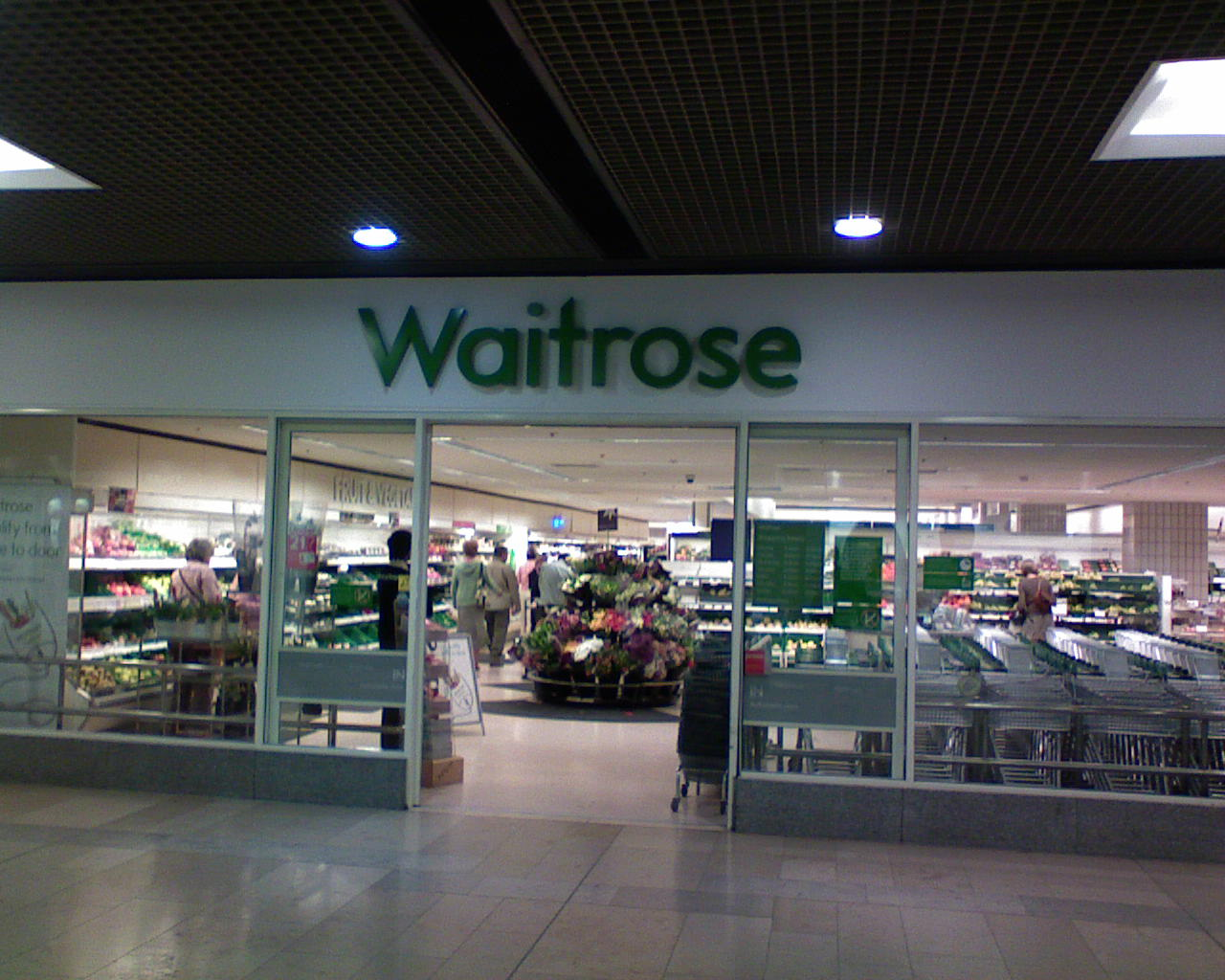
En Waitrosebutik i Peterborough

Waitrose är en arbetarägd livsmedelskedja i Storbritannien. Kedjan är det medarbetarägda företaget John Lewis livsmedelsdivision. 
Företaget grundades 1904 som "Waite, Rose and Taylor", ett namn som kom av att dess grundare hette Wallace Waite, Arthur Rose och David Taylor. Butiken fanns vid 263 Acton Hill, västra London. David Taylor lämnade företaget 1906. År 1908 antogs namnet ”Waitrose” (en kombination av de kvarvarande grundarnas namn) av företaget och implemeneterades. Året 1937 köptes företaget upp av John Lewis Partnership.
Waitroses filosofi är att erbjuda hög kvalitet på maten de säljer samt förstklassig kundservice. Dess marknadsandel är 4 %.
I januari 2010 fanns det 225 butiker i Storbritannien.